# 新井勢津朗
新井 勢津朗（あらい せつろう、1934年4月15日 - 没年不詳）は、日本の男性俳優・声優。劇団群芸、劇団こけし座、全音プロ、劇団木馬座に所属していた。

## 略歴
群馬県立前橋商業高等学校定時制卒業。高校在学中、寝太郎役で出演した『三年寝太郎』が群馬県教育委員会演劇コンクールで文部大臣奨励賞を受賞。高校卒業後は劇団群芸に入団し、移動演劇教室で活動。1961年に劇団群芸を退団した後は上京し劇団こけし座の客員となる。
DVD『ケロヨンの自動車レース』解説書に故人である旨の記述がある。

## 人物
妻は劇団群芸で活動していた金井富美子。
ケロヨンの声として知られている。
歌手としてのヒット曲に「ケロヨンのうた」（作詞：藤城清治、作曲：いずみたく）がある。

## 出演作品

### バラエティ
- カエルの冒険（ケロヨン）

## 歌
- ケロヨン音頭
- ケロヨンのうた